# Droga wojewódzka 701
Die Droga wojewódzka 701 (DW 701) ist eine elf Kilometer lange Droga wojewódzka (Woiwodschaftsstraße) in der polnischen Woiwodschaft Masowien, die Józefów und Ożarów Mazowiecki verbindet. Die Strecke liegt im Powiat Warszawski Zachodni und im Powiat Pruszkowski.

## Streckenverlauf
Woiwodschaft Masowien, Powiat Warszawski Zachodni
- Józefów
- Płochocin

Woiwodschaft Masowien, Powiat Pruszkowski
- Domaniewek
- Domaniew
-  Pruszków (A 2, DW 718, DW 719, DW 760)

Woiwodschaft Masowien, Powiat Warszawski Zachodni
- Duchnice
-  Ożarów Mazowiecki (DK 92, DW 718, DW 735)